# Luperosoma schwarzi
Luperosoma schwarzi är en skalbaggsart som först beskrevs av Horn 1896.  Luperosoma schwarzi ingår i släktet Luperosoma och familjen bladbaggar. Inga underarter finns listade i Catalogue of Life.